# Егідіус Куріс
Егідіус Куріс (лит. Egidijus Kūris; нар. 1961 у Вільнюсі, Литва) — литовський суддя, професор і кандидат юридичних наук, колишній президент Конституційного суду Литовської Республіки та нинішній представник юстиції Литви в Європейському суді з прав людини.
Егідіус Куріс закінчив юридичний факультет Вільнюського університету в 1984 році, де продовжував працювати викладачем до 1994 року. Егідіюс Куріс захистив докторську дисертацію у 1988 році.
Після відновлення незалежності Литви Куріс працював над підготовкою Конституції Литви, яка була прийнята у 1992 році після референдуму. Того ж року Егідіус Куріс став директором Інституту міжнародних відносин та політології Вільнюського університету. На цій посаді він перебував до 1999 року.
З 1993 по 1997 рік він також працював помічником голови Конституційного суду Литовської Республіки. Егідіюс Куріс став суддею Конституційного суду у 1999 році та головою Конституційного суду у 2002 році. Він пропрацював на цій посаді до 21 березня 2008 року, коли його замінив Кейстутіс Лапінськас .
Батько Егідіуса, Пранас Куріс, був першим представником Литви як у Європейському суді, так і в Європейському суді з прав людини.
Наразі Егідіус Куріс виконує обов’язки судді Литви у Європейському суді з прав людини у Страсбурзі, змінивши Дануте Йочієне 1 листопада 2013 року.